# شيلي تاناكا
شيلي تاناكا هي كاتبة للأطفال ومترجمة كندية، ولدت في 28 يونيو 1950 في تورونتو في كندا.